# Walther von Zatorski
Walther von Zatorski (* 6. Juni 1894 in Bremerhaven-Lehe; † 16. Mai 1981 in Osterholz-Scharmbeck) war ein deutscher Kapitän und Marineoffizier, zuletzt Korvettenkapitän der Kriegsmarine. Herausragende Bedeutung kommt Zatorski durch seine Stellung als einer der letzten Kapitäne von Frachtsegelschiffen um das Kap Hoorn und seiner Tätigkeit innerhalb des Freundschaftsbundes der Internationalen Bruderschaft der Kapitäne auf großer Fahrt, Kaphoorniers (kurz A.I.C.H. von frz. Amicale Internationale des Capitaines au Long Cours, Cap Horniers) zu.

## Einzelheiten

### Frühe Jahre und Erster Weltkrieg
Nach dem Besuch des Gymnasiums begann von Zatorski im Alter von 17 Jahren auf Frachtseglern des Norddeutschen Lloyd zur See zu fahren. 1914 wurde er nach Abschluss der Ausbildung auf einen Dampfer im Australiendienst versetzt und nach Beginn des Ersten Weltkriegs in Neuseeland in Kriegsgefangenschaft genommen. Zusammen mit Graf Luckner unternahm er einen Fluchtversuch, für den von Zatorski einen Sextanten aus einer Thermoskanne baute. Die Flucht misslang und 1919 kehrte von Zatorski zurück nach Deutschland und machte sein erstes Examen.

### Zwischen den Kriegen
1922 musterte er als Vierter Offizier bei der Hapag an und blieb 1923 vorübergehend in den Vereinigten Staaten. Es folgten Fahrzeiten, 1924 als Dritter Offizier und 1925 als Zweiter Offizier auf der Großherzogin Elisabeth. Nachdem er 1926 sein Kapitänspatent absolviert hatte, stieg er als Erster Offizier auf dem Schulschiff Bremen ein, dessen Kommando er im Februar 1928 als Kapitän übernahm. Nach der Außerdienststellung der Bremen Ende des Jahres 1931 machte von Zatorski einige Reisen auf Dampfschiffen, bis er Anfang 1933 sein bis August 1936 dauerndes Kommando der Schulschiff Deutschland übernahm. Von Oktober 1936 bis Dezember 1938 führte von Zatorski den Bananendampfer Orotava.

### Zweiter Weltkrieg
Während des Zweiten Weltkriegs zählte von Zatorski zur Crew XII/17 und führte zunächst Trossschiffe. Von Januar 1940 bis März 1942 die Dithmarschen, von März 1942 bis Mai 1942 die Franken und von Mai 1942 bis November 1942 die Uckermark. Von November 1942 bis April 1943 war er zur Verfügung des Marineattaché des Japanischen Reiches in Tokio gesetzt und anschließend bis März 1944 als Leiter des Marinestützpunkts Singapur eingesetzt. Bis Kriegsende war er Leiter der Schiffahrtsagentur im  Marinestützpunkt Yokohama. Am 26. März 1947 wurde er aus der Marine entlassen. Am 1. April 1944 wurde er Korvettenkapitän d. R.

### Nachkriegsjahre

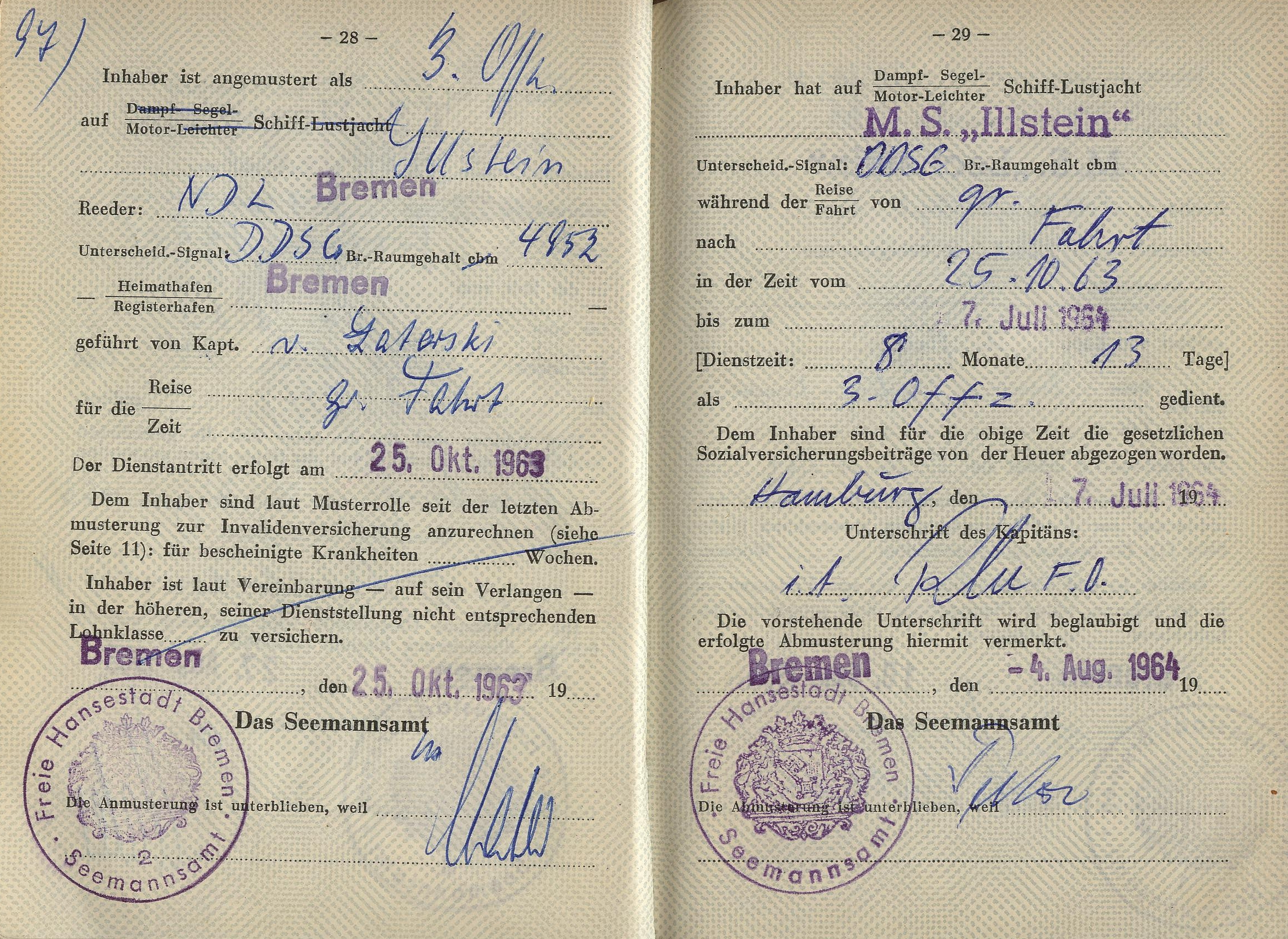
Seefahrtbuch MS Illstein (NDL) – Kapitän Walther von Zatorski – 1963–64

Im Jahr 1955 besuchte von Zatorski als einer der ersten Deutschen ein Treffen des Freundschaftsbundes der Kap Hoorniers in Le Havre, auf dem er eine Rede mit den Worten „Vive l ésprit de St. Malo“ (deutsch: „es lebe der Geist von St. Malo“) beendete. Ein Ausspruch, der zum Motto des Bundes der Kap Hoorniers wurde. Bald darauf stand von Zatorski als erster Präsident der neu gegründeten deutschen Sektion der Kap Hoorniers vor und gab auch das Mitteilungsblatt Der Albatros heraus. Nachdem von Zatorski 1957 das Bundesverdienstkreuz erster Klasse für seine Bemühungen um das deutsch-französische Verhältnis verliehen wurde, hatte er 1959 die Aufgabe, dem Bundespräsidenten Theodor Heuss im Auftrag der Kap Hoorniers die Kap-Hoorn-Medaille zu verleihen. Im selben Jahr erreichte von Zatorski das Rentenalter, er arbeitete aber weitere elf Jahre an Land und auf See für den Norddeutschen Lloyd und die Bremer Schlüssel Reederei.
Im Jahre 1969 war von Zatorski Schaffer der Schaffermahlzeit.